# 民共共闘
民共共闘（みんきょうきょうとう）とは、2010年代後半から2020年代にかけての、日本における左派系野党（特に旧民主党系と日本共産党）による協力関係のことである。

## 概要
2015年の平和安全法制審議への反対運動を機に、左派系野党が国会活動や選挙運動において協力関係を築いたことを指す。特に、イデオロギー上の制約から他野党との連携に消極的であった日本共産党が、初めて他党との本格的な協力関係を持ったことが特筆される。
呼称
「民」「共」とは、野党第一党であった民主党（その後継政党の民進党および立憲民主党）および連携を主導した日本共産党から一字ずつ取ったものである。その他の小政党（社会民主党、自由党、れいわ新選組など）を加えて、野党共闘（やとうきょうとう）とも呼ばれることもある。支持者は「野党と市民の共闘」と呼称することもある。
一方、批判的なものは「国共合作」になぞらえて「民共合作」、あるいは「立憲共産党」と呼ぶこともある（詳細は後述）。

## 歴史

### 共闘成立まで
1994年の政治改革以来、小選挙区比例代表並立制により、自由民主党・公明党の連立与党を除く非自民党派の大半は民主党へと結集し、2009年には民社国連立政権が成立する。しかし2012年、野田第3次改造内閣のもとで行われた第46回衆議院議員総選挙で民主党は議席の4分の3を失う大敗を喫し、自公両党が与党（第2次安倍内閣）に復帰する。選挙後、自公政権はアベノミクスによる積極財政・景気回復路線をとり支持を集める一方、日本のリベラル・左派では緊縮財政を基本としていたことから有効な対案を打ち出せなかったことも指摘され、2013年の参院選、2014年の衆院選と、自公両党の勝利、民主党の低勢は続いた。
民主党が与党失陥の痛手から抜け出せないのにかわって復調したのが、共産党であった。共産党は、共産主義と民主集中制という他党とのイデオロギーの相違から他の左派系政党との連携は従来否定的でむしろ対立することも多く、二大政党制が定着しつつあった2000年代は党勢が縮小しつつあった。しかし、新自由主義的経済政策を打ち出した自公与党に対して、新自由主義批判と自共対決を打ち出し、民主党以上の対抗姿勢を示すことにより、民主党にかわる反与党活動の中心的存在感を獲得、2013年参院選（改選3議席→8議席）、2014年総選挙（改選8議席→21議席）ではいずれも議席を大幅に伸ばした。2015年統一地方選では、結党以来初めて、全都道府県議会で議席を獲得した。

### 共闘の成立
共産党を中心とした左派系政党の共闘が成立するきっかけとなったのは、自公与党による安保政策への反対運動であった。安保政策によって沖縄県の在日米軍の存在がクローズアップされる中、沖縄県知事選挙（2014年11月16日投開票）において、"在日米軍普天間基地の辺野古移設に対する反対"の一点のみを争点とした「オール沖縄」体制が、従来の保革の相違を超えて結成され、翁長雄志候補が勝利。同年末の総選挙でも、沖縄県限定で選挙区調整が行われた結果、オール沖縄勢力が4選挙区で全勝した。
翌2015年夏、平和安全法制の審議において、民主、共産、社会、生活の左派系4野党は院内でのピケ戦術を含む反対運動を展開、院外でも旧社会党・共産党系列の新規団体「戦争させない・九条壊すな！総がかり行動実行委員会」（総がかり）および「自由と民主主義のための学生緊急行動」（SEALDs）によるデモが連日行われ、先述の4野党との連携をとった。平和安全法制は9月19日に成立するが、デモ参加者より、同法廃案のための継続的な共闘を求める意見が多く上がった。共産党は元来、政党間の選挙協力、連立政権の成立のためには、国政上の基本問題についての合意の成立を必要条件としており、これが共産党が長年にわたり野党内でも孤立状態にあった最大の要因であった。しかし、志位和夫党委員長ら幹部は、8月頃から党内協議を重ね、「国民的な大義」に基づく政党制を根拠に、「戦争法廃止の国民連合政府」構想を、法案が成立した9月19日の緊急中央委員会総会で決定、各党に呼び掛けた。
提案を受けた民主党内では、党内の保守系の議員は、連立政権の樹立に否定的な立場をとった。しかし一方で、来夏に迫った参院選での野党候補の共倒れを避けるためにも、共産党との選挙区調整は行いたいというのが本音であった。この民主党内の意向を受けて、共産党は、2016年2月19日に行われた民主・維新・共産・社民・生活5野党党首会談において、共産党は国民連合政府構想は棚上げとするとともに、左派政党間での選挙協力、候補者調整に共産党も加わる旨を表明した。同時に、以下の4項目での合意が成立した。
- 安保法制の廃止と集団的自衛権行使容認の閣議決定撤回を共通の目標とする
- 安倍政権の打倒をめざす
- 国政選挙で現与党およびその補完勢力を少数に追い込む
- 国会における対応や国政選挙などのあらゆる場面でできる限りの協力を行う

また、在野の運動団体として、新たに「安保法制の廃止と立憲主義の回復を求める市民連合」（市民連合）が結成された。

### 共闘の深化
第24回参議院議員通常選挙（2016年7月10日投開票）において、選挙区調整は当時32あった一人区すべてに対して行われ、民共共闘勢力はいずれも統一候補を立てた。内訳は無所属16、民進党15、共産党1で、結果的に、先に選定を進めていた共産党が、一度立った候補を一方的に下ろす（比例区へ回す）措置をとることとなり、史上例のない規模の共産空白区が発生した。また、選挙前の5月から6月にかけては、消費税引き上げ反対や格差解消、女性の社会進出、沖縄基地問題、脱原発など、「反自民」の視点からの政策協議を追加で行った。
選挙結果としては、改選議席は自民党が選挙区、比例ともに第一党になったものの、共闘勢力が調整を行った一人区は、通算で共闘勢力の11勝21敗となり、野党が共倒れした前回の2勝29敗と比べると善戦した。
参院選による一定の成果を受け、立役者となった共産党は、次期総選挙に向けた包括的な政策協定と、政権構想の一致、互いの党候補に推薦を出し合っての本格的な選挙協力を引き続き行うことを求めた。2017年1月15日に開かれた日本共産党第27回大会には、史上初めて、共闘各党の幹部を、来賓として招待した。

### 民進党分裂
しかし、野党第一党の民進党は、共産党との連携の是非を巡って、党内対立が続いた。有権者の支持が戻らない中、小選挙区での議席増のためには共産党との選挙区調整は望ましいところだったが、共産党との連立政権の樹立は、党内右派や支援組織の日本労働組合総連合会（連合）の反対で、受け入れがたかった。2017年7月2日、東京都議会議員選挙で民進党は共産党を下回る第5党に埋没し、蓮舫代表が辞任。後継を選出する代表戦（9月1日投開票）は、右派の前原誠司と左派の枝野幸男の一騎打ちとなり、共産党との連携に否定的であった前原が勝利する。しかし、この選挙戦がきっかけとなり民進党内の路線対立は激化、自公政権（第3次安倍内閣）はこの間隙をついて衆議院解散、総選挙による一党優位体制の継続に打って出た。前原代表は、小池百合子東京都知事が結党した希望の党への合流による状況打開を画策、党内左派はこれには加わらず、枝野を代表とする立憲民主党を結成し、ここに民進党は真っ二つに割れるに至った。
直後に行われた第48回衆議院議員総選挙（10月22日）では、立憲民主党と共産党、社民党の3党が政策合意を結んだ。また、候補者調整については交渉する時間がなかったことから、またしても共産党が67の選挙区で候補を一方的に下ろすことになり、立憲民主党の候補の支援を行った。選挙結果としては、選挙中盤から希望の党の勢いが失速し、立憲民主党が希望の党を僅差で上回って55議席を獲得して野党第一党を死守、野党間の交渉で主導権を握ることに成功した。一方の共産党は前回から9減の12議席と、立憲民主党に議席を渡す形になった。
しかし、総選挙直前の党分裂という危機を乗り切った左派野党による共闘は一段と深まり、以降の国会においても、法案共同提出、国対委員長連絡会の定例化、野党合同ヒアリングの開催、合同院内集会の実施、野党共同予算組み替え動議提出など、共同行動が恒常的、多岐にわたって行われるようになった。
第25回参議院議員通常選挙（2019年7月21日投開票）では、市民連合が要望した政策項目をもとに各党が協議を行うというやり取りを経て調印した。また、一人区でも前回に引き続き立候補者調整を行って、選挙戦に臨んだ。結果は10勝22敗となり、前回とほぼ同等の戦績を挙げた。共産党が要求していた、統一候補への相互推薦は、野党連合政権構想に関する合意が不調であったためなされなかったが、実際の選挙活動では相互の支援があった。
2021年7月15日に国民民主党と連合の間で締結された政策協定書の「左右の全体主義を排し」の一文について、玉木雄一郎は「共産党のことだ」と説明し、共産党が抗議する事態になった。同年には連合の会長に共産党との共闘に反対する芳野友子が就任した。
政権選択となった第49回衆議院議員総選挙（2021年10月31日投開票）では、選挙後の連合政権構想についても、立憲民主党と共産党の間で協議が行われた。結果、連合政権構想内での共産党の立ち位置は、「限定的な閣外協力」というものになった。すなわち、通常の「閣外協力」のように、すべての政府提出法案の事前審査に共産党が参加するのではなく、市民連合と合意した政策に関わる法案に限って事前協議に臨む、という方針であり、実質には法案の採決でその都度協力を取り付ける、「パーシャル連合」に近いものであり、従来の野党共闘から踏み込むことはできなかった。これによって関東地方では石原伸晃や松本純を完全落選、甘利明や桜田義孝を選挙区落選にそれぞれ追い込んだものの、全体では立憲民主党・共産党ともに議席数を減らし、枝野代表は辞任した。日本維新の会および国民民主党が議席を伸ばす結果になり、野党共闘は政権選択の総選挙で有権者から不信任を突きつけられる結果になった。
2022年7月の第26回参院選では、NHK党・諸派以外の野党系候補が競合せずに事実上の与野党の「一騎打ち」となった1人区は11選挙区にとどまった。その野党候補の内訳は、立憲民主党が6、共産党が1、野党系無所属が4。和歌山では共産の新人が「統一候補」の位置付けとなった。一方で残る21選挙区では、旧民主党勢力の立憲と国民がそれぞれ擁立したり、第三勢力の維新が候補を擁立している。複数区では立憲と共産の協力関係にも溝が生じている地域も多い。このように野党共闘は立憲の現職が立候補するなどの勝てる可能性がある選挙区が中心となり、前回の参院選と比べてかなり限定的になっている。限定的になった理由としては前年の衆院選の結果を受けて立憲と共産の間で閣外協力に対する考え方に違いが生じたこと、国民が独自路線に移行し2022年度予算案に賛成したことで共産が国民との協力を拒否したこと、第三勢力の維新が1人区に候補者を擁立したことなどが挙げられる。
前哨戦として扱われた杉並区長選挙では、立憲、共産、社民、れいわが推薦した岸本聡子が、自民、公明が支援し連合東京が推薦した田中良に勝利した。
7月10日に参院選の投開票が行われたが、投票日直前に安倍晋三銃撃事件が発生したこともあり、与野党一騎打ちが成立した1人区で野党候補が勝利した選挙区は青森と沖縄のみ、不成立の1人区を含めても山形と長野を加えた4勝にとどまる結果となった。岩手・新潟・山梨では立憲の現職に一本化したが自民に敗れる結果となった。また、仮に各党が候補者を一本化したと仮定して票を合算しても、選挙結果が変わったのは秋田と福井の2選挙区のみであり、全体に野党の伸び悩みが明らかとなった。
2023年4月に行われた衆参5つの補欠選挙では、衆議院山口2区、山口4区、参議院大分県選挙区で共産党が候補者を擁立せず、主要野党の候補者一本化に成功。しかし、23日の投開票の結果、5つの補選では立憲民主党が候補を擁立しなかった和歌山1区で日本維新の会の候補が制した他は自民党が全勝した。特に千葉5区においては、自民党の前職が不祥事で辞任したために行われた補選であったにもかかわらず、野党各党（立憲・維新・国民・共産・政治家女子48）が同日に行われた市川・浦安の2市議選を含めた党勢拡大を狙って擁立した結果、無党派層や自民党の候補に投票しなかった自民党支持層の票が割れて自民党の候補に敗れる結果となった。立憲民主党は日本維新の会や国民民主党に調整を呼びかけ、特に日本維新の会に対しては和歌山1区における候補擁立を見送るなどの配慮を行ったが、いずれも政策抜きでの調整は受け入れられないとして不調に終わった。
4月29日に枝野はYouTubeで、自身が党首として指揮した前回衆院選での野党候補一本化を巡り、「最大野党として他党に遠慮や、すがっている印象を与えた可能性があると反省している」と述べた。候補者一本化について「戦術論として正しいが、他の野党の力を借りて勝とうとしているという見え方では勝負にならない」とし、次期衆院選を見据え「わが党として単独で政権を取るつもりだという姿勢を示すべきだ」と訴えた。5月15日には立憲民主党代表の泉健太が民放番組に出演し、次期衆院選について、維新・共産のいずれとも選挙協力を行わない意向を示した。

### 共闘再開と2024年東京都知事選挙の惨敗
立憲民主党の泉健太代表と日本共産党の志位和夫委員長は2023年10月23日に国会内で会談して、次の衆院選に向けて、党として連携する方針で合意した。
2024年4月の統一補欠選挙では、自民党が補選の要因を作った不祥事の影響で3選挙区中2選挙区で擁立できない状況もあったことや、共産党はいずれの選挙区でも候補者擁立を見送り、立憲の候補者に事実上一本化したことが功を奏し、3選挙区いずれも立憲の候補者が議席を獲得するなど、一定の効果を挙げている。
2024年7月7日に行われた東京都知事選挙では、立憲民主党の参議院議員だった蓮舫を擁立。事実上の統一候補として立憲・共産・社民などが支援する共闘が実現（れいわ新選組は特定の候補者の支持を見送り）したが、しかし選挙結果は現職の小池百合子に大差で敗れたうえ、政党支援を受けなかった石丸伸二（前広島県安芸高田市長）にも約40万票近く差を付けられ、3位となる事実上の惨敗を喫した。特に立憲の共産党への接近を「立憲共産党」路線と見做し、無党派層を中心に投票忌避が見られ、小池のほか政党支持を受けなかった石丸への流出を招いたとする分析も見られ、立憲民主党内では、共産党との「共闘」路線が無党派層離れを招いたことを敗因に挙げる声が広がった。また、同日に行われた東京都議会議員補欠選挙では、立憲民主党は9選挙区中7選挙区で共産党と候補者の棲み分けを行ったが、自民党との一騎打ちになった足立区の1勝にとどまるなど、野党共闘について、継続か見直しかを迫られる事となった。

### 野田立憲民主党代表への交代と2024年衆院選の共闘撤回
2024年9月に行われた立憲民主党代表選挙では、共産党との共闘に慎重な姿勢を見せる元首相の野田佳彦が制し、新たな代表に就いた。選挙戦で野田は「どの野党とも対話できる環境をつくっておく」としつつも「国民民主党と距離を縮めて連携する。穏健な保守層まで手が届くようにするならば、日本維新の会との関係だってある」と述べ、共産党との選挙協力を見直す一方で、共産党との接近で疎遠になりつつあった国民民主党や、元より対立する面もあった日本維新の会との関係強化を明言し、穏健な保守層の支持獲得を向けてのアプローチを目指す姿勢を見せている。また、同じく代表選に立候補した現代表の泉や前代表の枝野（いずれも当時）も共産党との包括的な連携や連立政権樹立には否定的な見解を示した。これを受けて共産党は代表選前後から、立憲への対抗馬として次期衆議院総選挙の候補者擁立を相次いで発表するなど関係が悪化しつつあり、立憲の議員や次期総選挙予定者の間では、共産との選挙協力が破綻することで一本化がされず、自公政権批判票が分散することを警戒する意見もあるなど、野田執行部の誕生で立憲・共産の協調路線は大きく揺らぐこととなった。
同月30日、日本共産党中央委員会総会で田村智子委員長は、同年10月27日に投開票が予定される第50回衆議院議員総選挙での立憲民主党との共闘について「条件は基本的に損なわれた」と述べ、関係の見直しを明言し「小選挙区にも最大限候補者を立て、勝利のために奮闘する」と表明した。一方で「オール沖縄」体制が確立している沖縄県など一部の選挙区に関しては、共闘を続ける可能性に言及した。もっとも長野県など一部の選挙区についても候補擁立発表後に調整により候補者が取り下げられたり、どちらかまたは両方の党が公認候補を擁立せず、結果的に日本維新の会・国民民主党などを含む野党候補一本化の形となる選挙区も出ている。
2021年の衆院選において立憲・共産両党と政策合意および一定の範囲での候補者調整を行ったれいわ新選組も、今回は山本太郎代表が立憲民主党からかつての民主党まで公然と批判。「野党のふりを続ける重要人物の選挙区に立てる」と述べ、野田を擁立する千葉14区、枝野を擁立する埼玉5区、安住淳を擁立する宮城4区といった立憲重鎮の選挙区にいわゆる「刺客」とも言える候補者を擁立し、さらに「オール沖縄」として野党共闘の形で立憲（オール沖縄共同代表）の金城徹を擁立する沖縄4区に、自党公認候補として前豊見城市長の山川仁を擁立し、また共産党の赤嶺政賢を擁立する沖縄1区にも一時は自党候補を擁立する動きを見せる（後に撤回）など、「オール沖縄」体制の枠組みも崩す形で、野党共闘から距離を置く形となった。
10月27日の投開票の結果、穏健保守路線をとった立憲民主党が小選挙区を中心に自民党批判票を広く取り込み、公示前の約1.5倍となる148議席に伸ばした。その一方で共産党は比例票を大きく減らし公示前から純粋に減となる8議席に終わり、大量に擁立した小選挙区候補者の約3分の2が得票率10%未満となり供託金を没収された。また、従前から共産党との共闘に否定的だった国民民主党が公示前の4倍の28議席、今回野党共闘から距離を置いたれいわ新選組が公示前の3倍の9議席に伸ばし、いずれも比例票で初めて共産党を上回った。

### 共闘の再編
その後、国民民主党とれいわ新選組は野党競合も辞さない方針を明確にしていく。一方、共産党は第215回国会の首班指名選挙決選投票で野田に投票するなど共闘を継続させたい意思を示していた。2025年東京都議会議員選挙では立憲民主党と日本共産党の間で水面下での共闘が実施された。第27回参議院議員通常選挙では、全国32の一人区のうち16選挙区で野党一本化をした。

## 共闘のメリットとデメリット

### メリット
定数1の小選挙区などにおいて与党である自公両党は完全な候補者調整を行っているため、候補者を1人に絞ることにより、野党側の票の分散と共倒れを避け、議席の最大化が見込めるとされる。

### デメリット
異なる政党同士が協力するため、政策が全く同じである必要は無いものの、ある程度の一致点が無ければ有権者への説明が困難となる。

#### 支持層による共闘への賛意差
共産党支持層とその他政党の支持層間での温度差により、必ずしも投票行動が一致しない問題が指摘されている。
例えば第49回衆議院総選挙では立憲民主党･共産党･国民民主党･れいわ新選組･社民党の5野党が統一候補を出したものの、共闘側の勝率は28％と3割を下回った。出口調査などによると、共産党支持層は統一候補へ投票した割合が高かったが、共産との一本化で共産党支持層に加え無党派層や他党支持層を含めた更なる票の上積みを期待した立憲民主党と国民民主党は、両党とも前回の希望の党の投票者層を引き継げず、その多くが日本維新の会へ流れた。
また、どの政党支持層・どの党による統一候補かで、投票先にバラつきがある事が指摘されている。立憲民主党の統一候補へは立憲支持層の91%､共産支持層の84%､社民支持層の79%が投票、国民民主党の統一候補には、国民支持層が93%､立憲支持層が85%､共産支持層が80%が投票したが、共産党の統一候補へは、立憲とれいわへの支持層の各56%、社民支持層59%、国民支持層の72%が投票しなかった。
2021年の衆院選後に立憲民主党が行った総括の原案では党独自調査に基づき、立憲候補が1万票以内の差で負けた31の小選挙区で「投票全体の3％超」が共産との連携を理由に他候補に投票先を変更し、「接戦区の勝敗に影響を与えた」と分析していた。しかし、党内からは「野党間の候補者一本化が否定されているように見える」などと反発が相次いだため、修正版の総括ではこれらの記述は削除された。

## 参加組織

### 政党・政治団体
| カテゴリー                             | 他党 |
| -------------------------------------- | --- |
| 市民連合と共通政策を締結した政党       | - 立憲民主党 - 日本共産党 - 社会民主党 - れいわ新選組 |
| 共闘関係にある国会の院内会派           | - 沖縄の風 |
| 共闘関係にある政治団体・地方議会の会派 | - 全国的に活動する政治勢力 - 緑の党グリーンズジャパン - 新社会党 - 全国市民政治ネットワーク（生活クラブ生協連合会の政治部門） - 市民ネットワーク北海道 - 東京・生活者ネットワーク - 神奈川ネットワーク運動 - 市民ネットワーク千葉県 - 埼玉県市民ネットワーク - つくば・市民ネットワーク - とりで生活者ネットワーク - 信州・生活者ネットワーク - ふくおか市民政治ネットワーク - 地域的に活動する政治勢力（地域政党・地方議会の会派） - 沖縄社会大衆党 - 結集ひろしま - 新政信州 - 新政あいち - 新政みえ - チームしが - 県民クラブ (大分) - 新しい風・にぬふぁぶし(オール沖縄に参加する保守・中道の市町村議員を中心につくる政策集団) |

| カテゴリー                             | 他党                                                                                               |
| -------------------------------------- | -------------------------------------------------------------------------------------------------- |
| 共闘関係から距離を置いた政党・政治団体 | - 政党 - 国民民主党（2021年以降） - れいわ新選組（2024年以降） - 政治団体 - 新党大地（2016年以降） |

### 社会運動団体
これといった正確な「参加」の定義は存在しない。その為、ここでは便宜的に立憲民主党や日本共産党などの野党議員を推薦、支援する組織を紹介する。
| カテゴリー                                   | 団体 |
| -------------------------------------------- | --- |
| 労働組合                                     | - 日本労働組合総連合会 - 民主党や民進党を支援してきた連合は、2020年9月17日に「立憲民主党を連合総体として支援する」との基本方針を決めている。ただし、連合は共産党と対立してきた歴史的背景があるため、民共共闘には消極的である。2022年1月21日には同年夏に実施予定の参院選で支援政党を明示せず、共産党と共闘する候補を推薦しない方針を決定した。 - 全国労働組合総連合 - 全国労働組合連絡協議会。 - 全日本建設運輸連帯労働組合 - 全日本港湾労働組合。 - 日本出版労働組合連合会 |
| 横断的に全国で活動する市民団体・ネットワーク | - 安保法制の廃止と立憲主義の回復を求める市民連合 (市民連合） - 総がかり行動実行委員会 - 安全保障関連法に反対する学者の会/安保関連法に反対するママの会 - 立憲デモクラシーの会 - SEALDs - フォーラム平和・人権・環境 - 部落解放同盟 - 日本消費者連盟 - 日本音楽協議会 - 全日本農民組合連合会 - 地方公務員退職者協議会 - 総評退職者の会 - I女性会議 - 平和・民主・革新の日本をめざす全国の会 - 全日本民主医療機関連合会 - 原水爆禁止日本協議会 - 全国商工団体連合会 - 農民運動全国連合会 - 新日本婦人の会 - 自由法曹団 - 日本宗教者平和協議会 - 中央社会保障推進協議会 - 全国労働者共済生活協同組合連合会 - 全国保険医団体連合会 - 全国生活と健康を守る会連合会 - 日本母親大会 - 日本患者同盟 - 障害者の生活と権利を守る全国連絡協議会 - 九条の会 - 日本平和委員会 - のりこえねっと - 自主・平和・民主のための広範な国民連合 |
| 地域的に活動する団体・ネットワーク           | - 戦争させない市民の風・北海道 - 市民が野党をつなぐ埼玉の会 - 市民と野党をつなぐ会＠東京 - 首都圏反原発連合 - 信州市民アクション - 関西よつ葉連絡会 - ALLかごしまの会 - オール沖縄 |

| カテゴリー                           | 団体                                                     |
| ------------------------------------ | -------------------------------------------------------- |
| 共闘関係から距離を置いた社会運動団体 | - 民社協会などの旧同盟系の労組や社会運動団体。（2021年） |